# マッジ・サイアーズ
マッジ・サイアーズ（Florence Madeleine "Madge" Syers、1881年9月16日- 1917年9月9日）は、イギリス出身の女性フィギュアスケート選手。1908年ロンドンオリンピック女子シングル金メダリスト、ペア銅メダリスト。1906年、1907年世界選手権女子シングルチャンピオン。史上初の女性アスリートと称される。

## 経歴
マッジは競泳、馬術、スケートとスポーツ万能な女性であった。しかし、19世紀の終わりから20世紀初頭、女性がスポーツをすることは考えられない時代でもあった。1896年に初めて開催されたアテネオリンピックでは女子の競技種目は存在せず、1900年に開催されたパリオリンピックでようやく女子の競技種目が実施されたが、ゴルフとテニスという上流階級における「趣味」の延長のような競技だけであった。また、1891年に初めてハンブルクで開催されたヨーロッパフィギュアスケート選手権においても、種目は男子シングルだけで女子シングルが正式種目となるのは1930年のことである。
1896年に始まった世界フィギュアスケート選手権に女子の出場を禁止するルールがないことを知ったマッジは、1902年にロンドンで行われた世界フィギュアスケート選手権の「男子シングル」に出場、ウルリッヒ・サルコウに次ぐ2位となる。この出来事から1903年大会より女子の出場を禁止するルールが新たに書き加えられるが、1906年には女子シングルが創設され、1906年の世界フィギュアスケート選手権女子シングルで優勝。翌1907年も優勝を果たす。
時代の波はオリンピックにも押し寄せ、1908年の第4回ロンドンオリンピックにおいて初めてオリンピック種目となったフィギュアスケート競技では、男子シングルと男子スペシャル、女子シングル、ペアが実施されるに至った。マッジは初めて実施されたオリンピックにおけるフィギュアスケート女子シングルにおいても初代女王となり、ペアでは夫のエドガー・サイアーズと組み銅メダルを獲得した。このことが後世に「史上初の女性アスリート」と称される所以となっている。1908年のロンドンオリンピック後に健康を害し競技から引退。1917年11月9日、死去。1981年世界フィギュアスケート殿堂入り。

## 主な戦績

### シングル
| 大会/年      | 1901-02 | 1905-06 | 1906-07 | 1907-08 |
| ------------ | ------- | ------- | ------- | ------- |
| オリンピック |         |         |         | 1       |
| 世界選手権   | 2       | 1       | 1       |         |

- 1901-1902年は男子シングルでの成績。

### ペア
| 大会/年      | 1901-02 | 1905-06 | 1906-07 | 1907-08 |
| ------------ | ------- | ------- | ------- | ------- |
| オリンピック |         |         |         | 3       |